# Döge
Döge is een plaats (község) en gemeente in het Hongaarse comitaat Szabolcs-Szatmár-Bereg. Döge telt 2237 inwoners (2001).